# Pseudoscada saturata
Pseudoscada saturata är en fjärilsart som beskrevs av Otto Staudinger 1885. Pseudoscada saturata ingår i släktet Pseudoscada och familjen praktfjärilar. Inga underarter finns listade.